# Jose Serofia Palma

Jose Serofia Palma (2023)

Wappen von Jose Serofia Palma als Erzbischof von Cebu

Wappen von Jose Serofia Palma als Erzbischof von Palo

Wappen von Jose Serofia Palma als Bischof von Calbayog

Jose Serofia Palma (* 19. März 1950 in Dingle, Iloilo) ist ein philippinischer Geistlicher und emeritierter römisch-katholischer Erzbischof von Cebu.

## Leben
Jose Serofia Palma besuchte zuerst eine staatliche Grundschule in Dingle und später die dortige Mater Carmeli School der Karmelitinnen. Anschließend studierte er Philosophie am Priesterseminar St. Vincent Ferrer und Katholische Theologie am regionalen Priesterseminar St. Joseph in Jaro. Am 21. August 1976 empfing er das Sakrament der Priesterweihe für das Erzbistum Jaro.
Palma war nach der Priesterweihe zunächst als Pfarrvikar an der Kathedrale St. Elizabeth of Hungary in Jaro tätig. Ab 1977 wirkte er in der Priesterausbildung am Priesterseminar St. Vincent Ferrer in Jaro. Daneben erwarb er 1980 nach weiterführenden Studien an der Päpstlichen und Königlichen Universität des heiligen Thomas von Aquin in Manila mit der Arbeit Death as an act: a critique of Karl Rahner’s theology of death („Der Tod als Akt: eine Kritik an der Theologie des Todes von Karl Rahner“) ein Lizenziat im Fach Katholische Theologie. Später setzte Palma seine Studien in Rom fort, wo er 1987 an der Päpstlichen Universität Heiliger Thomas von Aquin mit der Arbeit Death as an act: a dialogue in eschatology with contemporary theologians („Der Tod als Akt: ein eschatologischer Dialog mit zeitgenössischen Theologen“) zum Doktor der Theologie promoviert wurde. Nach der Rückkehr in seine Heimat fungierte er zuerst als Regens des Priesterseminars St. Vincent Ferrer, bevor er 1988 Regens des regionalen Priesterseminars St. Joseph in Jaro wurde. Ab 1997 war Palma Pfarrer der Pfarrei St. Anthony of Padua in Barotac Nuevo.
Papst Johannes Paul II. ernannte ihn am 28. November 1997 zum Titularbischof von Vazari-Didda und zum Weihbischof in Cebu. Die Bischofsweihe spendete ihm der Apostolische Nuntius auf den Philippinen, Erzbischof Gian Vincenzo Moreni, am 13. Januar 1998 in der Kathedrale St. Elizabeth of Hungary in Jaro; Mitkonsekratoren waren Alberto Jover Piamonte, Erzbischof von Jaro, und Fernando Capalla, Erzbischof von Davao. Sein Wahlspruch Non nobis Domine („Nicht uns, o Herr“) stammt aus Ps 115,1 . Als Weihbischof war Palma zudem Pfarrer der Pfarrei Santo Rosario in Cebu City.
Am 13. Januar 1999 bestellte ihn Johannes Paul II. zum Bischof von Calbayog. Die Amtseinführung erfolgte am 9. März desselben Jahres. Papst Benedikt XVI. ernannte ihn am 18. März 2006 zum Erzbischof von Palo. Palma wurde am 2. Mai desselben Jahres in das Amt eingeführt. Am 15. Oktober 2010 bestellte ihn Benedikt XVI. zum Erzbischof von Cebu. Die Amtseinführung fand am 13. Januar 2011 statt. 2018 trat Palma der Priestly Fraternity of St. Dominic der Dominikaner bei. Ferner wandte er sich 2019 gemeinsam mit anderen Bischöfen gegen das Kaliwa-Dammbauprojekt, durch das Menschen, insbesondere Angehörige indigener Gemeinschaften, aus ihren Dörfern vertrieben und Regenwälder abgeholzt werden würden. Überdies würde ein Staudamm mit den geplanten Ausmaßen ein enormes Sicherheitsrisiko im Falle von Unwettern mit sich bringen.
In der Philippinischen Bischofskonferenz repräsentierte Palma zudem von 2003 bis 2005 und von 2007 bis 2009 die Region Eastern Visayas im ständigen Rat. Von 2009 bis 2011 war er Vizepräsident und von 2011 bis 2013 Präsident der Bischofskonferenz. Außerdem leitete er von 2015 bis 2021 den Rat für die eucharistischen Kongresse, dem er zuvor bereits von 2001 bis 2003 und von 2005 bis 2011 angehört hatte. Er fungierte von 2013 bis 2015 auch als stellvertretender Vorsitzender des Ausschusses für die Angelegenheiten der Bischöfe, dessen Mitglied er bereits ab 2011 gewesen war, und von 2019 bis 2021 als stellvertretender Vorsitzender der Kommission für die Glaubenslehre. Darüber hinaus war Palma Mitglied der Kommission für die Glaubenslehre (2001–2003 und 2021–2023) und der Kommission für die Laien (2009–2015 und 2019–2023). Ferner gehört er seit 2019 der Kommission für die Kultur an. 2021 wurde er deren stellvertretender Vorsitzender und 2023 deren Vorsitzender.
Palma nahm 2012 an der 13. ordentlichen Vollversammlung der Bischofssynode zum Thema Neuevangelisierung für die Weitergabe des Glaubens und 2015 an der 14. ordentlichen Generalversammlung zum Thema Berufung und Sendung der Familie in Kirche und Welt von heute teil. Papst Franziskus berief ihn am 11. November 2019 außerdem zum Mitglied des Päpstlichen Rates für die Kultur. Am 18. Februar 2023 ernannte ihn Papst Franziskus zum Mitglied des Dikasteriums für die Kultur und die Bildung, in dem der Päpstliche Rat für die Kultur aufgegangen war.
Am 16. Juli 2025 nahm Papst Leo XIV. das altersbedingte Rücktrittsgesuch von Jose Serofia Palma an.

## Schriften
- Death as an act: a critique of Karl Rahner’s theology of death. Päpstliche und Königliche Universität des heiligen Thomas von Aquin, Manila 1980.
- Death as an act: a dialogue in eschatology with contemporary theologians. Pontificia Studiorum Universitas a Sancto Thoma Aquinate in Urbe, Rom 1987, OCLC 949010589.